# Półwysep Kalabryjski

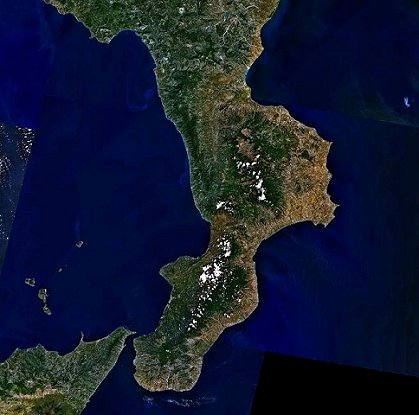
Zdjęcie satelitarne półwyspu.

Półwysep Kalabryjski (wł. Penisola Calabrese) – półwysep we Włoszech w regionie Kalabria, w południowo-zachodniej części Półwyspu Apenińskiego, pomiędzy Morzem Tyrreńskim na zachodzie a Morzem Jońskim na wschodzie. Od Sycylii oddzielony jest Cieśniną Mesyńską. Ukształtowanie powierzchni górzyste, region aktywny sejsmicznie (trzęsienia ziemi), liczne sztuczne jeziora. Naturalną szatę roślinną półwyspu stanowią lasy (dąb ostrolistny i sosna alepska) i zarośla makii. W regionie uprawia się: drzewa cytrusowe, oliwki i figi, ma miejsce także hodowla bydła i owiec.